# Andreas Gruber (piłkarz)
Andreas Gruber (ur. 29 czerwca 1995 w Mürzzuschlag) – austriacki piłkarz występujący na pozycji pomocnika w austriackim klubie Austria Wiedeń.